# Saint-Branchs
Saint-Branchs – miejscowość i gmina we Francji, w Regionie Centralnym, w departamencie Indre i Loara.
Według danych na rok 1990 gminę zamieszkiwały 2103 osoby, a gęstość zaludnienia wynosiła 41 osób/km² (wśród 1842 gmin Regionu Centralnego Saint-Branchs plasuje się na 176. miejscu pod względem liczby ludności, natomiast pod względem powierzchni na miejscu 73.).